# Socha Panny Marie Immaculaty (Janov)
Socha Panny Marie Immaculaty je barokní socha, která stojí na náměstí v obci Janov v okrese Bruntál a byla zapsána do Ústředního seznamu kulturních památek ČR.

## Historie
Dominantní barokní pískovcová socha na náměstí je datována chronogramem do roku 1739 se jménem donátora Jan Thal.

## Popis
Na dvoustupňové kamenné podestě ve tvaru trojúhelníku je postaven hladký podstavec, který se v horní polovině konkávně zužuje a je v nárožích lemován volutovými pásky přesahující jednoduše profilovanou korunní římsu. Na podstavci v plošně vykrajovaných rámech jsou oválné kartuše s listovým dekorem a motivem závitnic a střapců jsou umístěny nápisy. V dolní části kartuše na čelní straně je kovový závěs a pod kartuší je reliéf dvou zkřížených kladívek.
Na římse doplněné mušlí stojí na zeměkouli obtočené hadem Panna Marie. U paty zeměkoule jsou okřídlené hlavičky andílků. Socha Panny Marie stojí v mírném kontrapostu, v esovitém prohnutí a s rukama sepjatýma na prsou. Je oděna v šat a plášť, který je modelován do hlubokých záhybů.
Nápis v kartuši na čelní straně podstavce je pětiřádkový s chronogramem, tesaný kapitálkou:
SINISTRA / QVAE QVE ABHINC / AVERTERE DIGNARE / INTACTA VERBI / GENITRIX MARIA

V kartuši na pravé straně:
O Maria / ... wir liegen / in den letzten todes / zuges / so nim uns von Johannesthal zu / dir hinauf in him / mels sal / ANNO 1739

V kartuši na levé straně
GROSZ / MAECHTIGSTE KÖ / NIGIN UNSER VOR / SPRECHERIN BE / SCHÜTZE UNSERN / ORTH VOR FEÜER / PEST UND HUNGERS / NOTH

## Galerie

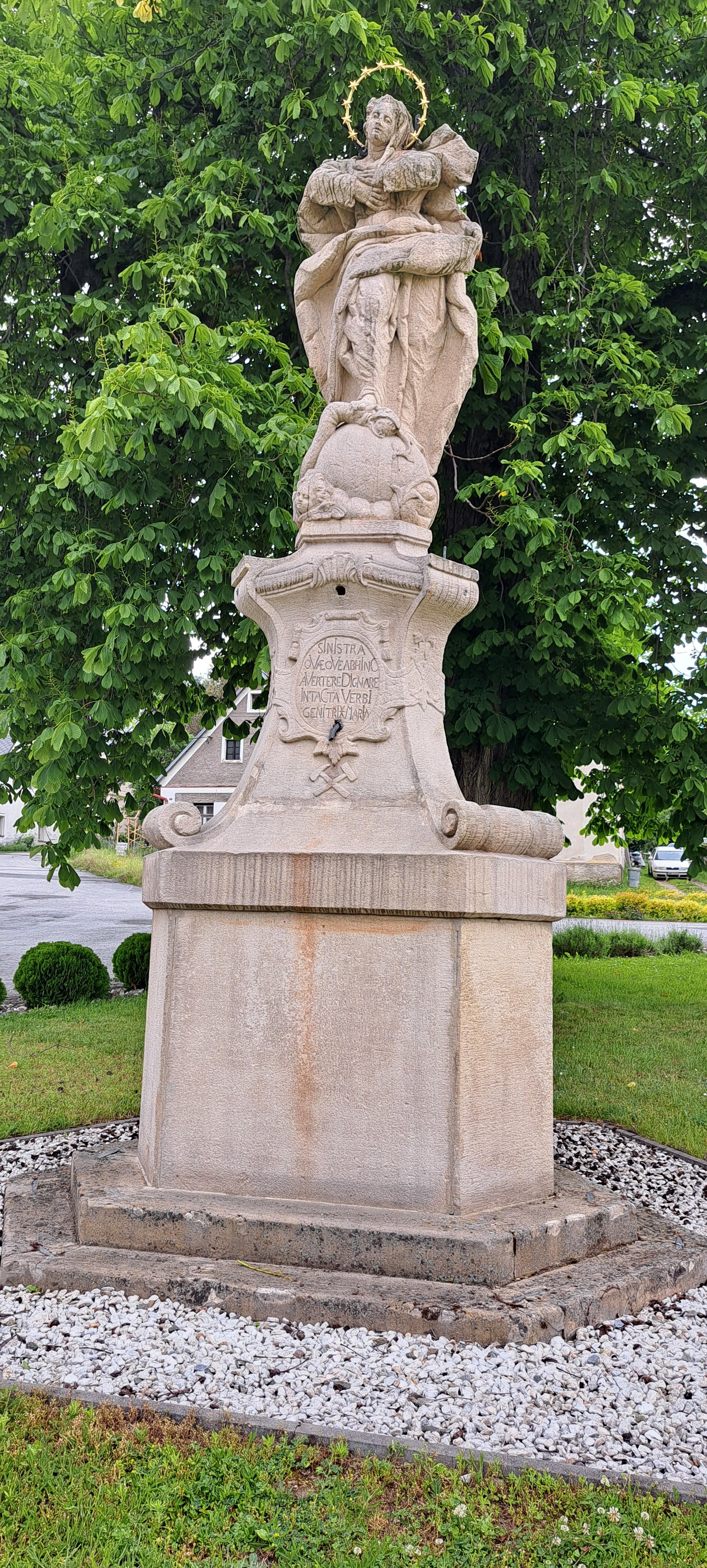
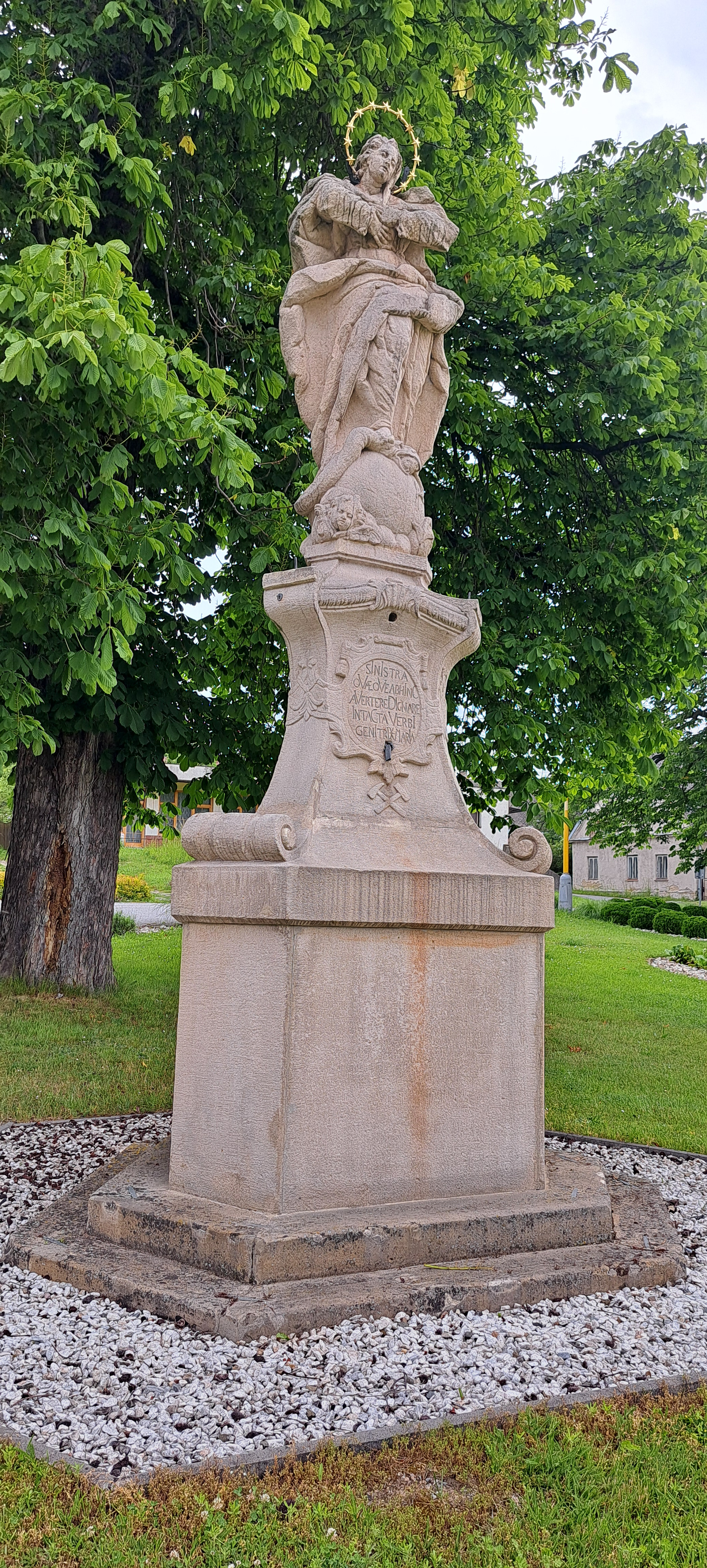
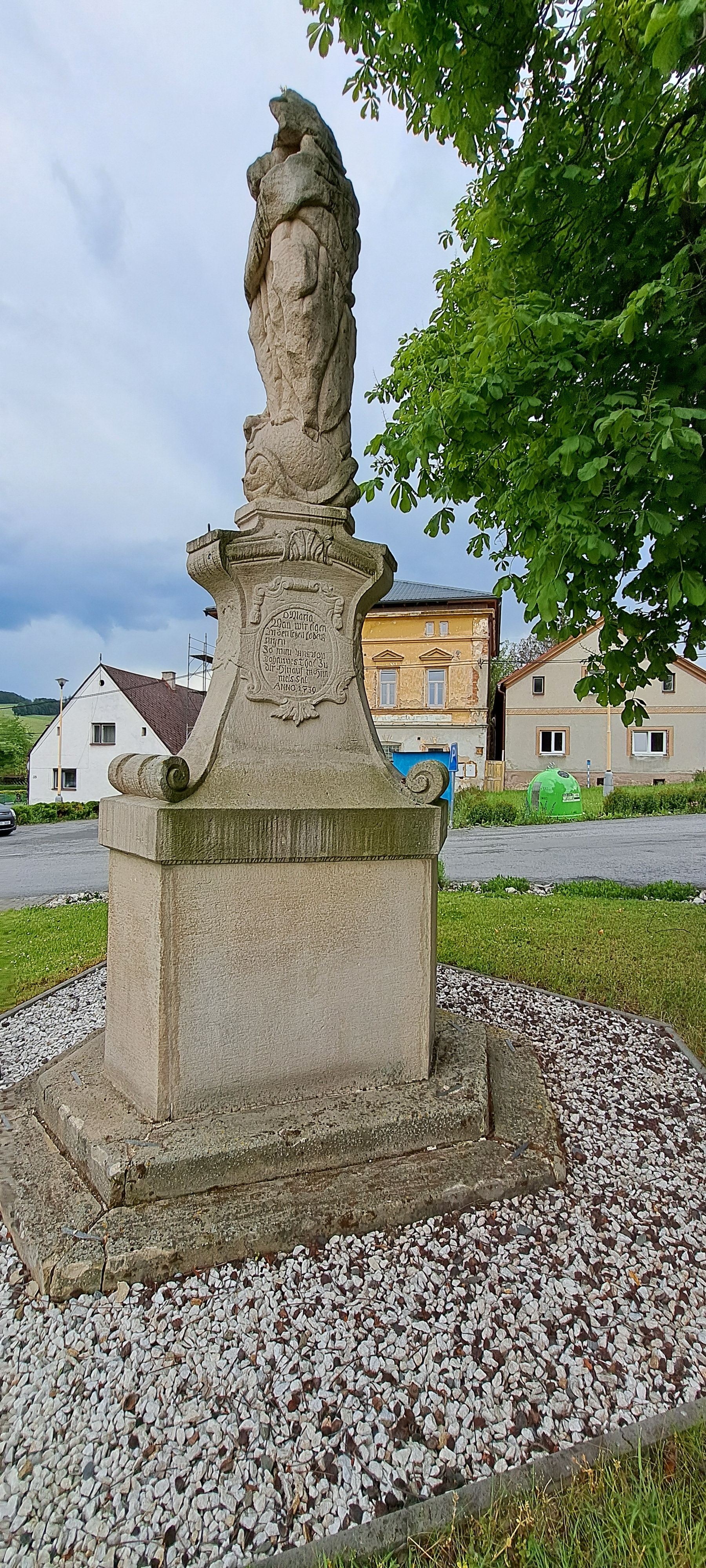